# Volvo B36
Volvo B36 är en V8-motor som togs fram 1952 och tillverkades från 1956 till 1966.
Motorn är en 4-takts gjutjärns V8-motor med 90° vinkel mellan cylinderbankarna. Motorn togs ursprungligen fram för konceptbilen Volvo Philip, som dock bara tillverkades i ett enda exemplar. Motorn kom senare att användas bland annat i lastbilen Volvo Snabbe fram till 1966.
Motoreffekten är 120 hästkrafter vid 4 000 varv/min och ett vridmoment på 260 Nm vid 2 200 varv/min. Vikten är 235 kilo och slagvolymen är 3,56 liter. Insugningsröret och Carter-förgasaren som är av tvåportstyp är centralt placerade mellan cylinderbankarna. Topplocken är av speciallegerat gjutjärn och är av crossflow-typ. Kamaxeln är av speciallegerat och ythärdat stål. Den är centralt placerad mellan cylinderraderna och är lagrad i fem stycken lager.
De första Pullingtraktorerna i Sverige var ombyggda Volvotraktorer ur T20/T30-serien med trimmade B36 motorer.